# Coleco Telstar Gemini
Coleco Telstar Gemini (Telstar Gemini) је била конзола за игру фирме Coleco која је почела да се производи у Сједињеним Америчким Државама од 1978. године.
Користила је Coleco MPS 7600 као микропроцесор.

## Детаљни подаци
Детаљнији подаци о конзоли Telstar Gemini су дати у табели испод.
|                       |                                                                                          |
| [ 1 ]                 |                                                                                          |
| Произвођач            |                                                                                          |
| Тип                   |                                                                                          |
| Меморија              |                                                                                          |
| Поријекло             | Сједињене Америчке Државе                                                                |
| Година                | 1978                                                                                     |
| Тастатура             | два дугмета као код флипер машине на странама система, и пушка-контролер за пуцачке игре |
| Процесор              |                                                                                          |
| Фреквенција процесора |                                                                                          |
| RAM                   |                                                                                          |
| ROM                   |                                                                                          |
| Текст                 |                                                                                          |
| Графика               |                                                                                          |
| Боја                  | да                                                                                       |
| Звук                  | уграђени мали звучник                                                                    |
| Димензије             | 11 фунти                                                                                 |
| Портови               |                                                                                          |
| Оперативни систем     |                                                                                          |